# Раковиці (Поморське воєводство)
Раковиці (пол. Rakowice, нім. Klein Krebs) — село в Польщі, у гміні Квідзин Квідзинського повіту Поморського воєводства.
Населення — 104 особи (2011).
У 1975-1998 роках село належало до Ельблонзького воєводства.

## Демографія
Демографічна структура станом на 31 березня 2011 року:
|          | Загалом | Допрацездатний вік | Працездатний вік | Постпрацездатний вік |
| -------- | ------- | ------------------ | ---------------- | -------------------- |
| Чоловіки | 54      | 11                 | 38               | 5                    |
| Жінки    | 50      | 15                 | 30               | 5                    |
| Разом    | 104     | 26                 | 68               | 10                   |